# Wilgeforte
Wilgeforte, ou Livrade, est une sainte légendaire de la tradition catholique, également invoquée sous le nom de sainte Débarras. Récits et représentations la dépeignent sous les traits d'une vierge miraculeusement barbue et d'une martyre crucifiée.

## Nom
En latin, cette sainte est dénommée Virgo fortis, Wilgefortis barbata, Liberata, Comeria, Cumernus ou Eutropia. En français, son nom se décline en Digneforte, Guilleforte, Milleforte, Virgeforte et Livrade ou encore Acombe; elle est aussi appelée sainte Débarras. En italien, elle se nomme Liberate, en espagnol Librada, en anglais Uncumber, en allemand Hülpe, Gehülpe, Kümmernis ou Unkummer, et en néerlandais Ontkommer. Ces appellations évoquent la figure d'une vierge forte (Virgo fortis, Wilgeforte), délivrée par Dieu (Liberata, Livrade, Ontkommer) et qui délivre elle-même du chagrin (Kümmernis).

## Légende

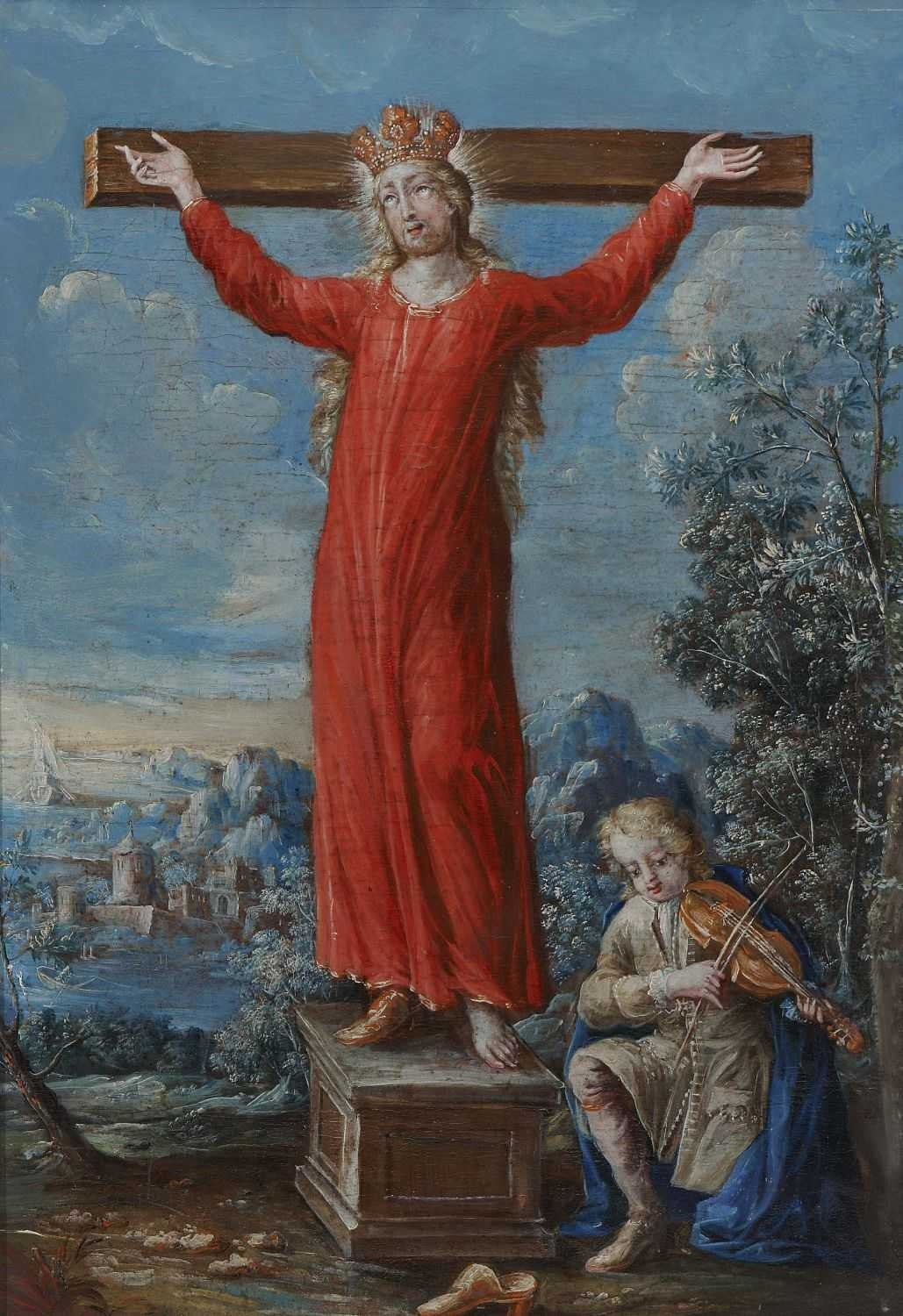
Sankt Kümmernis
(XVIIIe siècle, Allemagne du Sud).

Depuis le XIXe siècle, l'existence historique de sainte Wilgeforte n'est plus soutenue et son caractère purement légendaire est considéré comme acquis. Son culte, peut-être originaire de Hollande, se développe surtout à partir du XIVe siècle. Sa légende connaît de multiples versions :
- des textes espagnols font d'elle la fille catholique d'un roi païen de Portugal. Lorsque, en dépit de son vœu de virginité, son père, menacé par un roi de Sicile, veut la marier à l'envahisseur en échange de la paix, Wilgeforte en appelle à l'aide de Dieu. Le miracle a lieu : elle se retrouve affublée d'une barbe qui décourage totalement son prétendant. Parce qu'elle refuse de renier sa foi ou, selon les variantes, pour fait de sorcellerie, elle est condamnée à  être crucifiée[3] ;
- dans une autre version, jeune fille que, durant une guerre, des soldats ivres s'apprêtent à violer, elle invoque la protection divine : avec succès puisque, là aussi, une épaisse barbe lui recouvre le visage, faisant fuir ses agresseurs. Elle tire de ces faits son nom de Wilgeforte, « vierge forte »[1] ;
- selon d'autres textes, bavarois notamment, c'est pour combattre la passion incestueuse de son père, prince portugais, que Wilgeforte prie le Christ de la rendre la plus laide possible. La voyant barbue, son père la condamne à subir le même supplice que son divin époux[3].

Selon les récits, Wilgeforte reçoit diverses origines : elle est princesse portugaise, ou sicilienne (le prétendant est alors un roi de Portugal « du milieu du XIe siècle »), ou fille d'un chef de tribu calète, ou encore de famille poitevine. Les traits constants sont l'apparition d'une barbe et le crucifiement. L'une et l'autre sont des caractéristiques masculines, car le supplice de la croix était réservé aux hommes : vierge barbue, Wilgeforte est aussi l'une des très rares saintes de la chrétienté représentées crucifiées. Dans leur diversité, légendes du Nord et du Sud de l'Europe dessinent l'image d'une femme libérée du danger et qui peut à son tour délivrer de leurs peines ceux qui l'invoquent.
Dans les représentations du XVIIIe siècle, Wilgeforte apparaît crucifiée, barbue, couronnée, vêtue d'une robe et d'un long manteau d'où dépasse un pied nu ; à proximité est agenouillé un joueur de viole. Selon la légende ainsi illustrée, le pauvre musicien, venu jouer devant le corps supplicié de la sainte (ou devant son image), a reçu d'elle l'une de ses pantoufles d'or. Faussement accusé de l'avoir volé, il obtient de jouer devant elle une seconde fois : en présence de tous, elle laisse tomber son autre pantoufle, le lavant ainsi de toute accusation.

## Origine

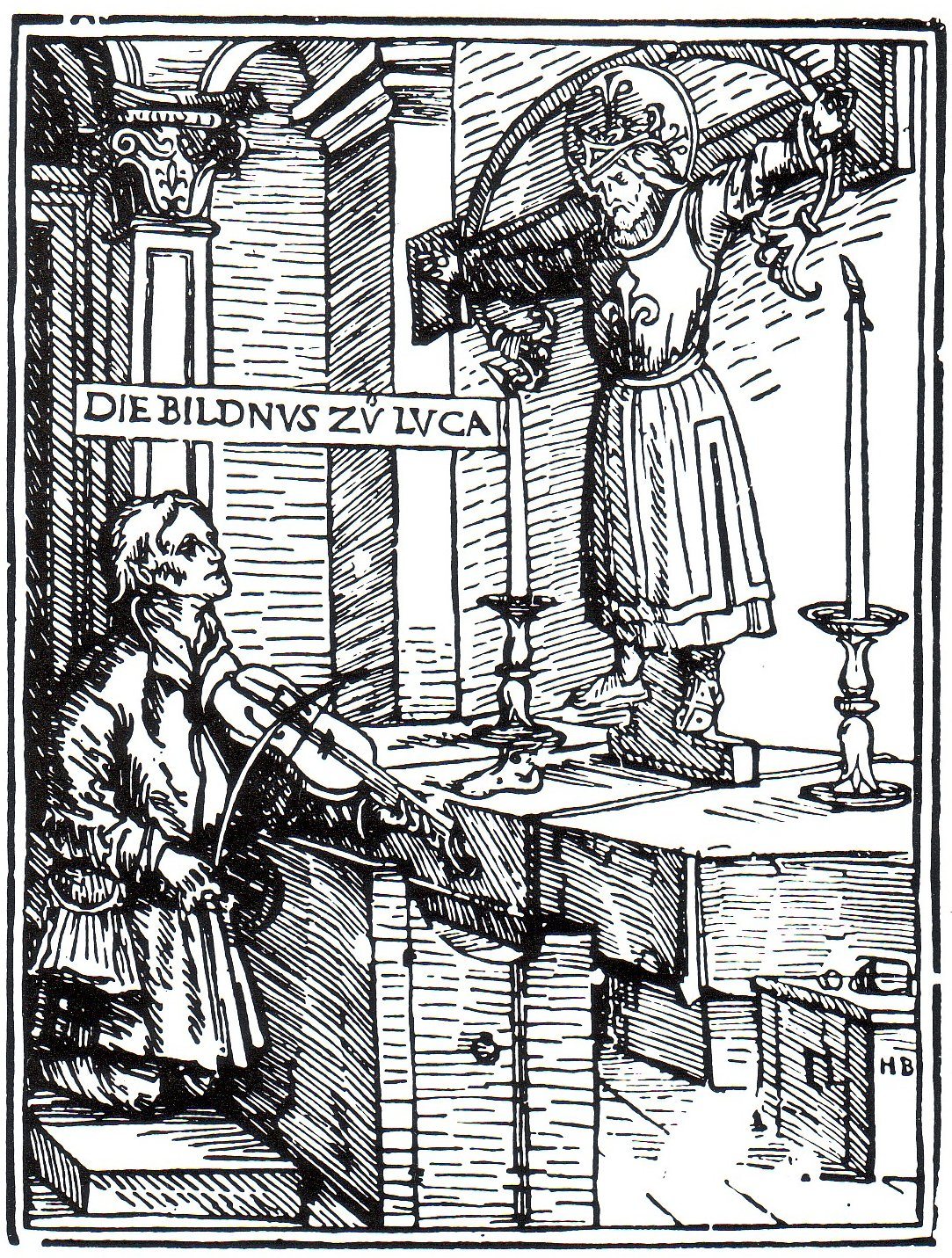
Gravure sur bois de Hans Burgkmair (1507).
La légende de la sainte se confond ici avec celle du Saint Vou de Lucques.

Selon l'étymologie habituelle, le nom de Wilgeforte signifie « vierge forte ». En 1934, Gustav Schnürer et Joseph Ritz ont proposé une autre explication : Wilgeforte viendrait de Hilge Vartz, la « sainte face ». Cette étymologie conforte la thèse d'une erreur d'interprétation, selon laquelle l'histoire de Wilgeforte serait née d'une mécompréhension de l'iconographie chrétienne orientale. De fait, tandis que l'art occidental en est venu à représenter le Christ crucifié presque entièrement nu, les églises d'Orient ont continué à le montrer le plus souvent vêtu d'une longue tunique.
À l'origine du quiproquo pourrait se trouver le Volto Santo (« Saint Vou » ou « Saint Voult ») de la cathédrale Saint-Martin de Lucques, crucifix byzantin très populaire au Moyen Âge, traditionnellement attribué à Nicodème, disciple de Jésus, et dont une quantité de copies a été diffusée en Europe : il représente un Jésus vêtu d'une longue tunique à manches serrée à la taille, et portant des cheveux longs, une barbe et une couronne. Au XIVe siècle, les marchands lucquois, s'installant dans le nord-ouest de l'Europe, y auraient diffusé son image dans des régions où, depuis le Xe siècle, le Christ en croix n'était plus vêtu que d'un pagne. N'y reconnaissant plus Jésus, le peuple aurait pris ce crucifié en robe pour une femme et élaboré à partir de lui l'histoire d'une vierge devenue barbue pour échapper au mariage.
La mise en rapport de Wilgeforte et du Volto Santo est confortée par la proximité des nombreuses représentations qui figurent la sainte un pied nu, devant un musicien, avec le récit du « miracle du Saint Vou » : dans celui-ci, un ménestrel, trop pauvre pour faire une offrande à Jésus, joue de la viole devant le crucifix qui lui jette, en remerciement, un de ses souliers d'argent.

## Statuaire
On trouve des statues de sainte Wilgeforte dans plusieurs pays d'Europe, notamment :
- en Autriche : église Saint-Georges de Gerlamoos, commune de Steinfeld ;
- en Belgique : église Saint-Barthélemy d'Estaimpuis, église Saint-Martin de Velzeke-Ruddershove ;
- en France : église Saint-Étienne de Beauvais, église Saint-Nicolas de Wissant, église Saint-Georges d'Auchy-lès-Hesdin, église Notre-Dame-de-l'Assomption d’Arques-la-Bataille, chapelle du Saint-Sépulcre à Baume-les-Dames, église Saint-Martin, Rinxent  ;
- en Pologne : basilique de la Visitation de Notre-Dame de Wambierzyce ;
- en République tchèque : couvent Notre-Dame-de-Lorette de Prague.

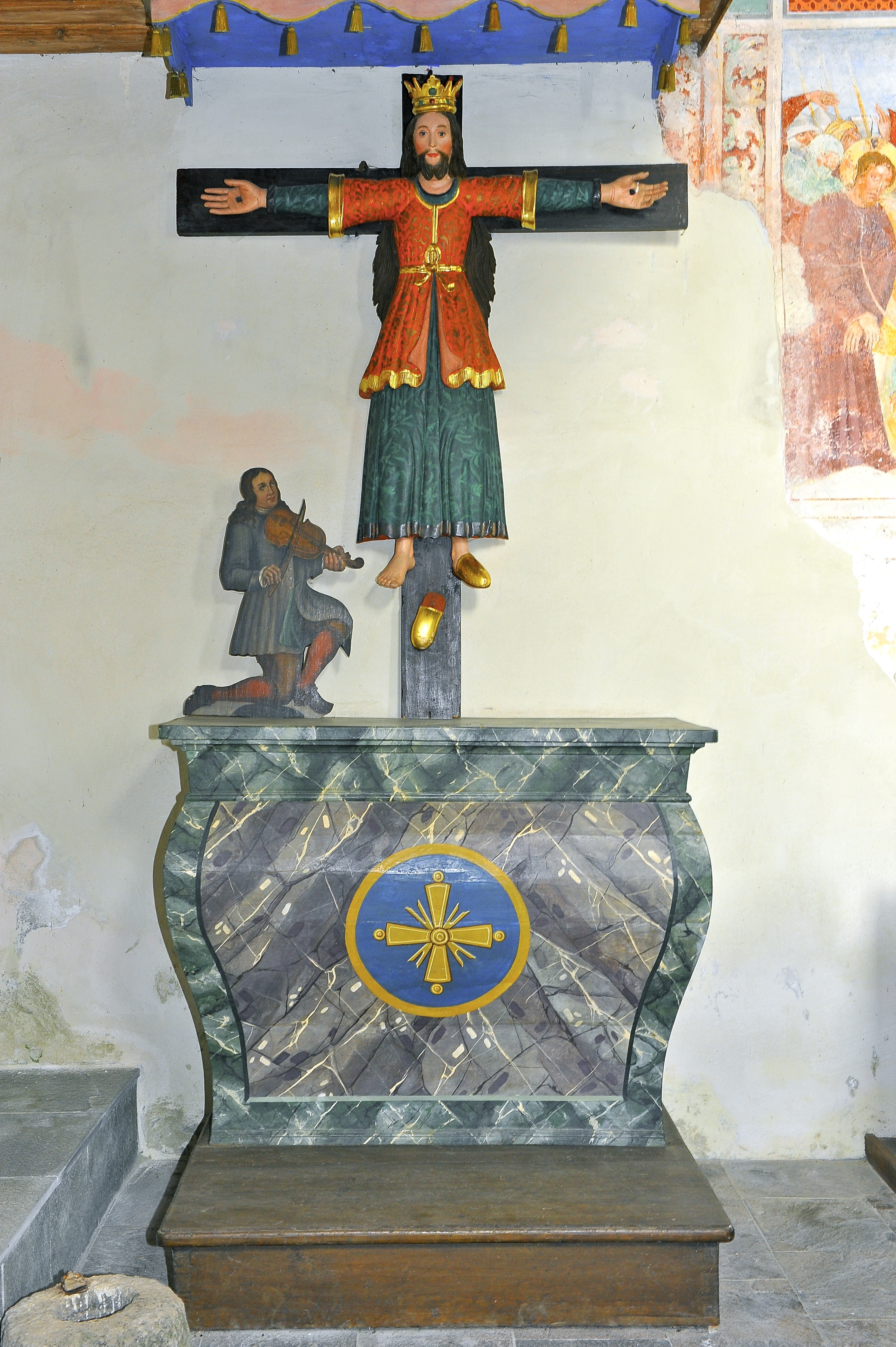
Gerlamoos, Autriche.
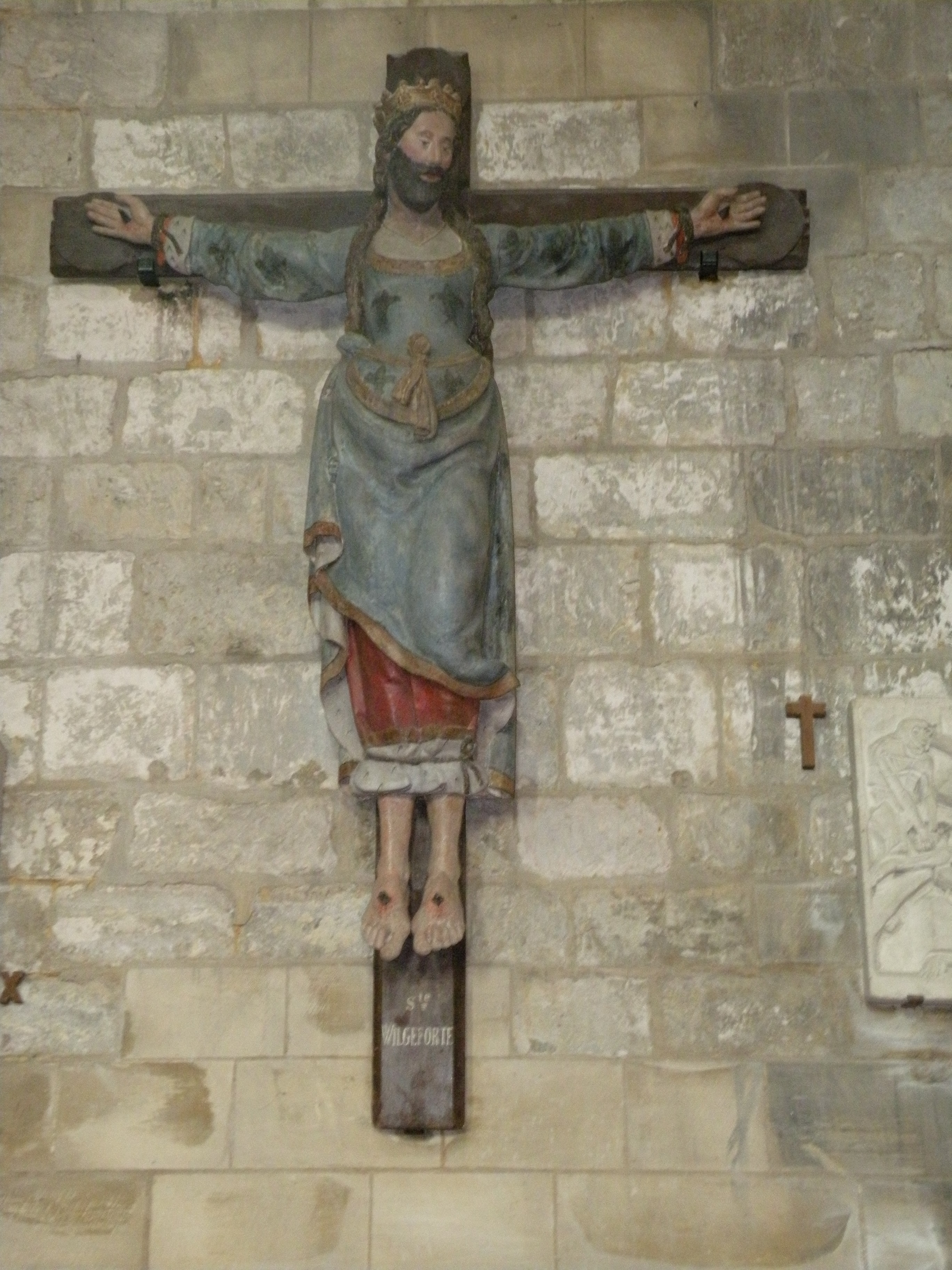
Beauvais, France.
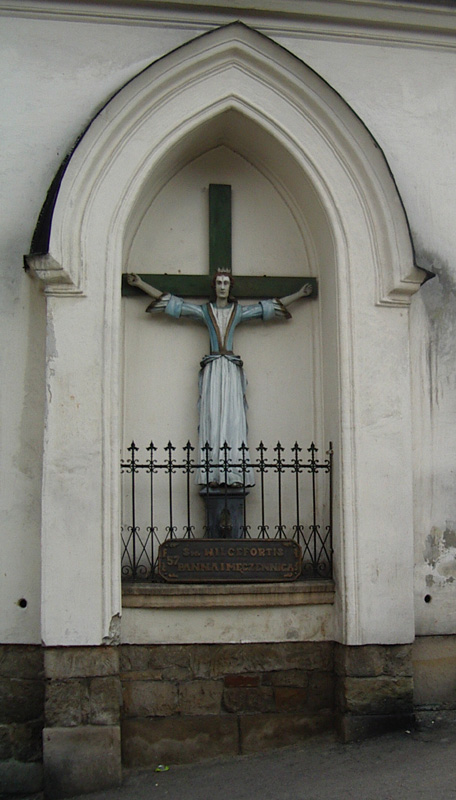
Wambierzyce, Pologne.
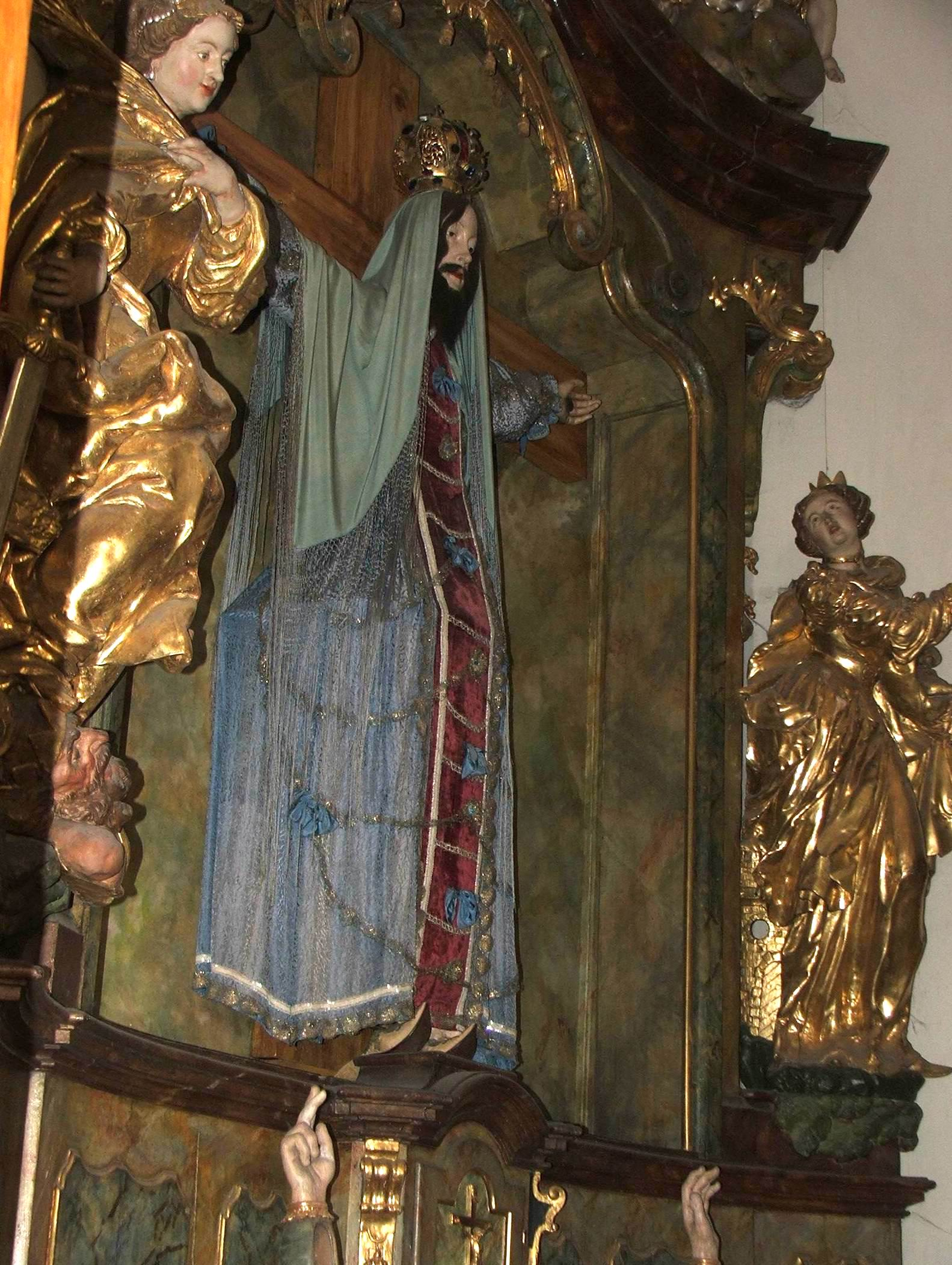
Prague, République tchèque.

## Culte

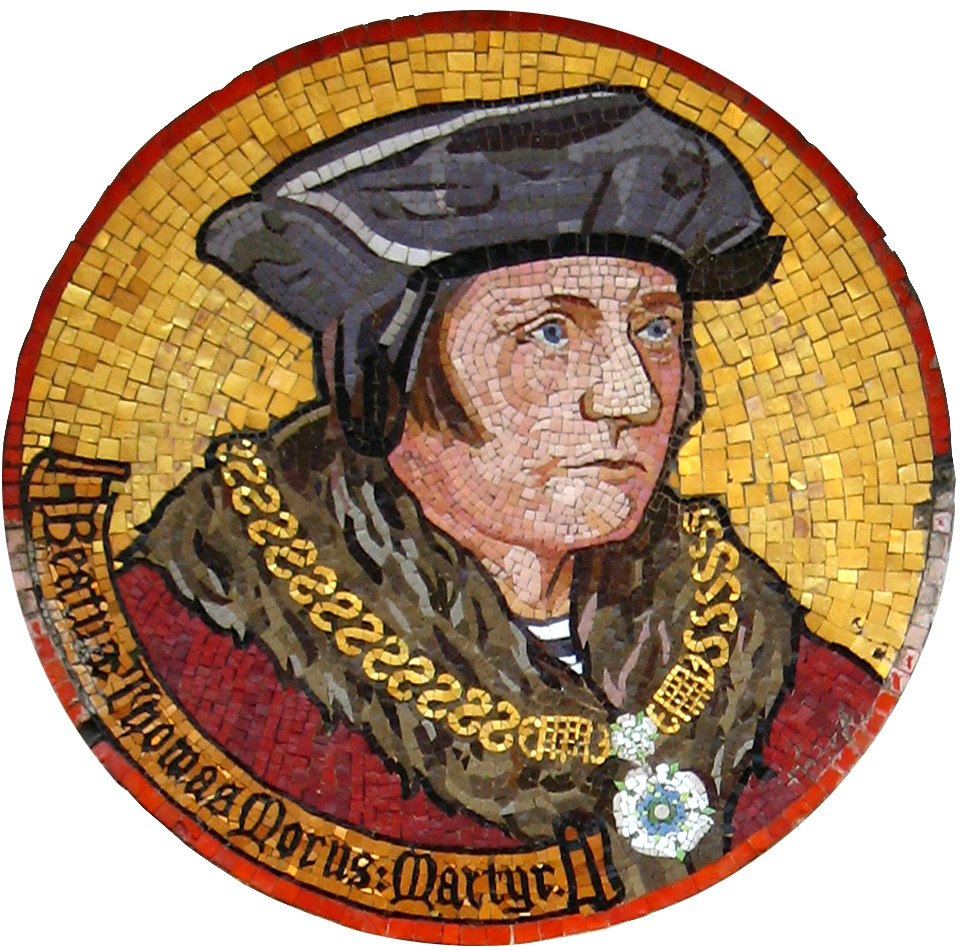
Thomas More a évoqué le culte de sainte Wilgeforte au XVIe siècle.

Entrée dans le martyrologe romain en 1583, sainte Wilgeforte était fêtée le 20 juillet. Son nom a été retiré du calendrier liturgique. Selon Lewis Wallace, la fluidité de genre de Wilgefortis est un facteur essentiel de sa popularité et permet de définir les spécificités de son culte.

Dans son Dialogue concernant les hérésies (1529), Thomas More évoque les femmes qui viennent à Saint-Paul de Londres offrir à la sainte de l'avoine : 

« Pourquoi l'avoine ? Serait-ce parce qu'il lui faut procurer le cheval qui servira de monture au mauvais mari pour s'en aller au diable ? Car c'est, paraît-il, dans ce but-là qu'on recourt à elle, si bien que les femmes ont changé son nom : au lieu de Wilgefort, elles l'appellent Uncumber, confiantes que, pour un picotin d'avoine, elle ne manquera pas de les débarrasser [de les « dés-encombrer »] de leur mari. »

Pondéré, il relève qu'« un tel débarras peut prendre plus d'une forme. Le mari, s'il change de conduite, peut cesser d'être un embarras. La femme, en réfrénant sa langue, peut supprimer la cause de l'embarras. Et s'il n'y a pas d'autre débarras que la mort, ça peut être sa mort à elle, ce qui épargne le mari. » En somme, « il n’y a pas grand dommage ni péché à vouloir se débarrasser d’un mauvais époux. »

## Évocations
Le dramaturge et metteur en scène Mathieu Bertholet s'est inspiré de sa légende dans une pièce créée le 8 août 2008, à Sion, par la Compagnie MuFuThe.
Wilgeforte est évoquée dans le roman L'Objet du scandale (Fifth Business) du Canadien Robertson Davies. .
Elle est également évoquée dans le roman Maison de jour, maison de nuit de la Polonaise Olga Tokarczuk, Prix Nobel de Littérature 2018.
Huysmans l’évoque également dans son roman L'Oblat (Stock 1903).

## Réception
Du fait de son apparence, Wilgerfortis est parfois considérée comme une sainte-patronne des personnes de genre fluide et des communautés LGBTQIA+,,.